# Anacanthobythites
Anacanthobythites är ett släkte av fiskar. Anacanthobythites ingår i familjen Bythitidae.
Kladogram enligt Catalogue of Life:
| Anacanthobythites | \| \| Anacanthobythites platycephalus \| \| \| \| \| \| Anacanthobythites tasmaniensis \| \| \| \| |
|                   | \| \| Anacanthobythites platycephalus \| \| \| \| \| \| Anacanthobythites tasmaniensis \| \| \| \| |
|                   | Anacanthobythites platycephalus                                                                    |
|                   | |
|                   | Anacanthobythites tasmaniensis                                                                     |
|                   | |